# کریستیان آیدنس آندرسن
کریستیان آیدنس آندرسن (دانمارکی: Kristian Eidnes Andersen؛ ۲ ژوئیهٔ ۱۹۶۶) آهنگساز، موسیقی‌دان و مهندس صدا اهل دانمارک بود. او سرپرست دپارتمان طراحی صدا در «مدرسه ملی فیلم دانمارک» است.
از فیلم‌ها یا برنامه‌های تلویزیونی که وی در آن نقش داشته‌است می‌توان به پترا، زنی که رؤیای مردی را داشت، مندرلی، شکستن امواج، رقصنده در تاریکی، ضدمسیح، نیمفومانیاک، مالیخولیا، شناسه: ای، وندی عزیز، برادران، داگویل، واپسین سرود میفونه و پخمه‌ها اشاره کرد.